# 富良野スキー場

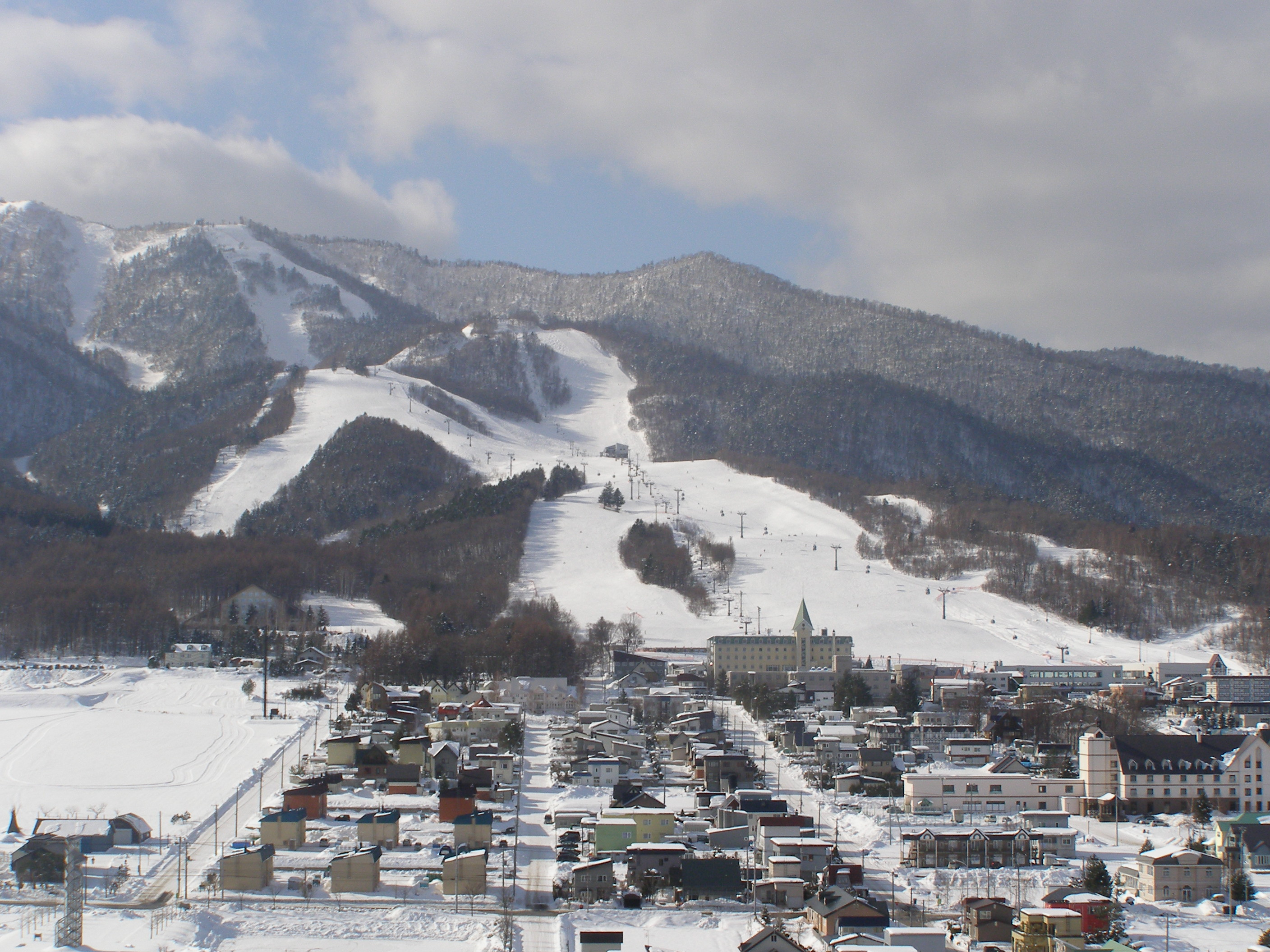
北の峰ゾーン（2008年2月）

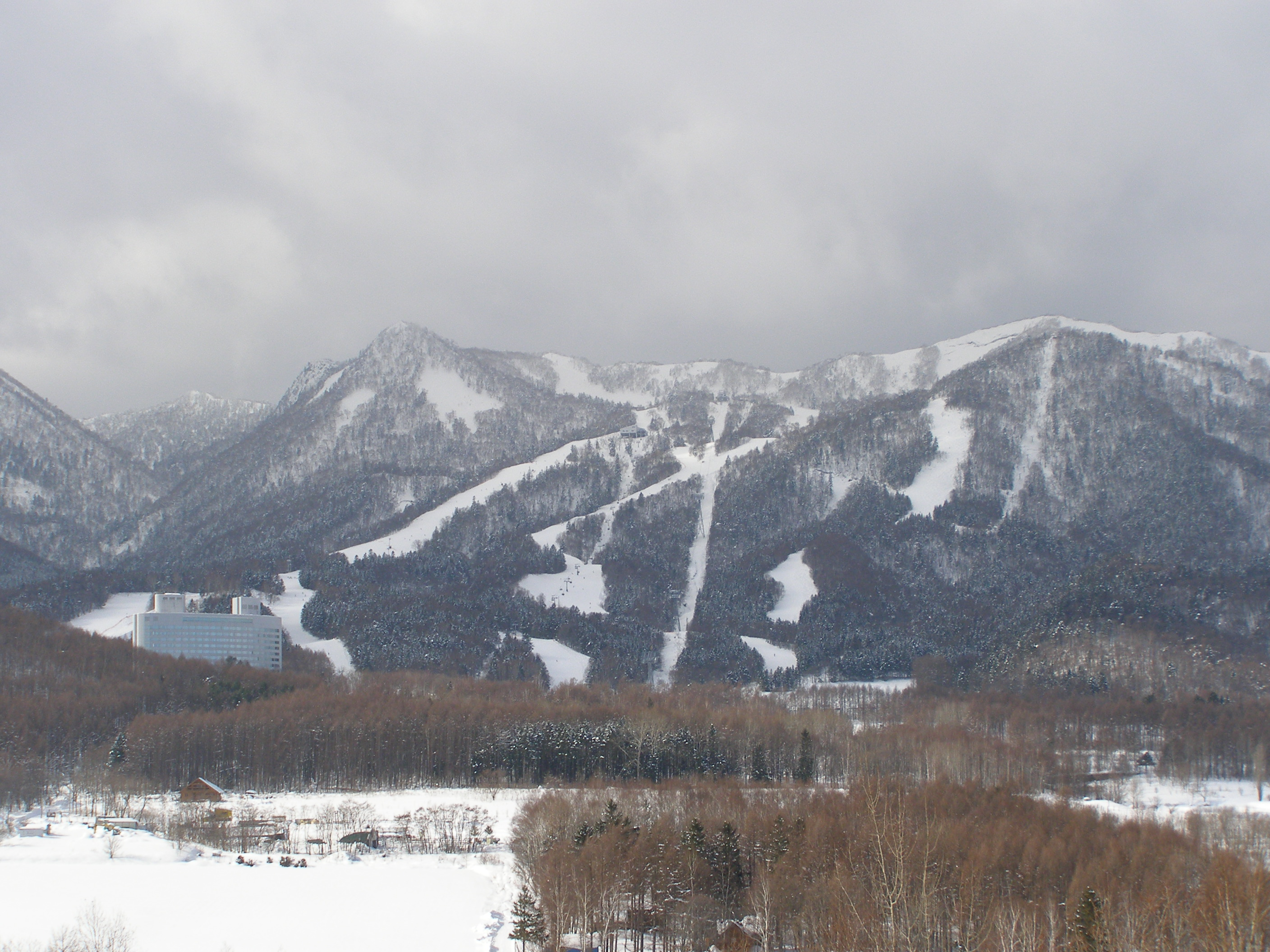
富良野ゾーン（2008年2月）

富良野スキー場（ふらのスキーじょう）は、北海道富良野市にあるスキー場。運営会社は株式会社西武・プリンスホテルズワールドワイド。
「北海道パウダーベルト」に位置するメインスキー場の一つ。

## 概要
富良野芦別道立自然公園になっており、北の峰ゾーンと富良野ゾーンの2つのエリアがある。
1977年（昭和52年）の『FISワールドカップ』開催を機に世界に知られるようになり、以後国際クラスの大会が度々開催されており、外国人客も増加している。
近年増加しているバックカントリーによる事故への対策を講じ始めている。スキー場管理区域外へは指定のゲートから出る・登山届を提出・バックカントリーに必要な装備をする・管理区域外での行動は自己責任・等のルール遵守を強く求めている。
営業期間は富良野ゾーンが11月下旬から5月上旬頃まで、北の峰ゾーンが12月中旬から3月下旬頃までとなっている。
夏期シーズンは富良野ロープウェーが6月中旬から10月中旬まで運行する。

## 歴史
「富良野スキー場の歴史」参照
- 1931年（昭和06年） 林次郎が富良野西岳に山小屋を建て「北の峰小屋」と名付けたことから「北の峯」と呼ばれるようになる。
- 1956年（昭和31年） スキー愛好家であった高松宮宣仁親王を招待。
- 1962年（昭和37年） 市民から出資を募り「北の峯観光開発」を設立、ロッジとリフトを整備し北の峰スキー場として営業開始。
- 1972年（昭和47年） プリンスホテル（西武グループ）がスキー場の営業譲受[6]。
- 1975年（昭和50年） 『第30回国民体育大会』スキー競技会[7]、『全日本スキー選手権』開催。
- 1977年（昭和52年） 『FISワールドカップ』（アルペンワールドカップ富良野大会）開催に際してスキー場名を富良野スキー場に改称。
- 1982年（昭和57年） 富良野ゾーンオープン。
- 1991年（平成03年） 『1991年冬季ユニバーシアード』滑降競技開催。
- 1995年（平成07年） この年までに『FISワールドカップ』を10回開催。
- 2002年（平成14年） 「富良野ゴンドラ」廃止し代替として「富良野ロープウェー」完成[8]。
- 2007年（平成19年） 2年連続で『スノーボード・ワールドカップ』開催。
- 2010年（平成22年） 『全国高等学校スキー大会』アルペンスキー競技開催。
- 2016年（平成28年）2月 これまでゲレンデ最高地点として表記してきた標高1,209mは誤りで、実際は1,065m前後ではないかという外部からの指摘があり、富良野スキー場は2015-2016シーズン終了後に外部の専門会社に調査を依頼し、誤りであった場合は直ちに表記を訂正すると発表した[9]。そして2016-2017シーズンから、最高地点は1,074mに改められ、同時に最低地点もこれまでの245mから235mに改められた。
- 2020年（令和2年） 2020-2021シーズンからコース名称が「プリンスコース」→「C1コース」のように英字+数字に改名された。英字は利用索道を示している。

## 施設
- 北の峰ゾーン
  - 北の峰ステーション（北の峰ゴンドラの駅）
    - トイレ、更衣室、ロッカー、売店、チケットセンター、パトロール救護室

  - 北の峰ターミナル (北の峰ステーション隣)
    - レンタルショップ
    - 1F 北の屋台（レストラン・無料休憩所）
    - 2F レストラン 海山北（うみやまきた）、ふらの雪の保育園[10]
- 富良野ゾーン
  - 富良野ステーション(富良野ロープウェー山麓駅)
    - トイレ、更衣室、ロッカー、売店、レンタルショップ、富良野チケットセンター、パトロール救護室

  - 富良野ステーション隣
    - 無料休憩所、ラーメンコーナー

  - レストラン ダウンヒル（富良野ロープウェー山頂駅横）
  - 新富良野プリンスホテル GF(ゲレンデフロア)内 コーヒーショップ ラベンダー スキーブーツのまま昼食に利用できる。
  - 新富良野プリンスホテル内 富良野温泉「紫彩の湯」宿泊者以外も利用できる。

### コース
初級40%、中級40%、上級20%
富良野ゾーンから北の峰ゾーンへは、ロープウェー山頂駅からの連絡コースで滑り込めるが、途中ほぼフラットになる部分があり漕ぐ必要がある。
北の峰ゾーンから富良野ゾーンへは、連絡リフトを使用して移動できる。
富良野ゾーンのザイラーコースは基本的には整地の中級コースだが、前夜降雪があった場合、朝は非圧雪新雪でコースオープンする「ノンパックコース」となる(状況により一時クローズして圧雪する場合あり)。

#### 北の峰ゾーン
富良野スキー場北の峰ゾーン
| - 初級 - F7コース(旧レッスンコース) - F6コース(旧ファミリーゲレンデ) - F5コース(旧ジュニアゲレンデ) - 松の木コース - F4コース(旧アゼリアコース) - F1コース(旧林間コース) - G1コース(旧ワイドゲレンデ) - 小壁 | - 中級 - F2コース(旧トレーニングバーン) - G2コース(旧ダイナミックコース) - G3コース(旧ジャイアントコース) - K3コース(旧レディースダウンヒルコース) - H1コース(旧連絡コース) | - 上級 - K4コース(旧裏小壁) - K2コース(旧フリコ沢コース) | - エキスパート - プレミアムゾーン |

#### 富良野ゾーン
富良野スキー場富良野ゾーン
| - 初級 - C1コース(旧プリンスコース) - B2コース(旧ロープウェーコース) - A1コース(旧スピースコース上部) - D2コース(旧白樺コース) | - 中級 - C2コース(旧とどまつコース) - A2コース(旧ザイラーコース) - B1コース(旧スピースコース下部) - D3コース(旧ロマンスコース) - E2コース(旧テクニカルコース) | - 上級 - A4コース(旧くまげらコース) - E1コース(旧パノラマコース) | - エキスパート - A3コース(旧チャレンジコース) |

### 索道
| ゾーン       | 名称                                | 定員  | 路線長 | 備考                                                                       |
| ------------ | ----------------------------------- | ----- | ------ | -------------------------------------------------------------------------- |
| 富良野ゾーン | A 富良野ロープウェー                | 101名 | 2,331m | 高低差：569m 最大勾配：25度16分 支柱：5基 搬器：CWA 設計施工：日本ケーブル |
| 富良野ゾーン | B 富良野ダウンヒル第1高速リフト     | 4名   | 1,944m |                                                                            |
| 富良野ゾーン | C プリンスロマンスリフト            | 2名   | 601m   | ナイター営業対応                                                           |
| 富良野ゾーン | D 富良野ダウンヒル第2ロマンスリフト | 2名   | 786m   |                                                                            |
| 富良野ゾーン | E 富良野ダウンヒル第3ロマンスリフト | 2名   | 567m   |                                                                            |
| 北の峰ゾーン | K 北の峰ゴンドラ                    | 6名   | 2,958m |                                                                            |
| 北の峰ゾーン | F 北の峰第1高速リフト               | 4名   | 1,058m | ナイター営業対応                                                           |
| 北の峰ゾーン | G 北の峰第2ロマンスリフト           | 2名   | 720m   |                                                                            |
| 北の峰ゾーン | H 連絡リフト                        | 2名   | 931m   | 北の峰→富良野 移動用                                                       |

北の峰ゾーン、富良野ゾーンにそれぞれ初心者練習用スノーエスカレーターもある。

## 周辺
北の峰ゾーンの麓は富良野プリンスホテルはじめ、ホテルやペンションなどが立地している。富良野ゾーンの麓は新富良野プリンスホテルはじめ、ニングルテラス、富良野・ドラマ館、ふらの歓寒村（冬期のみ）、Soh's BAR（ソーズ・バー）、森の時計などがある。富良野プリンスホテルから新富良野プリンスホテルまでは約4km離れている。

## アクセス
- 車を利用する場合
  - 札幌から道央自動車道（札幌IC - 三笠IC）・北海道道116号岩見沢三笠線・国道452号・北海道道135号美唄富良野線経由で114km（約2時間）
  - 札幌から道央自動車道（札幌IC - 滝川IC）・国道38号経由で143km（約2時間30分）
  - 旭川から国道237号で60km（約1時間30分）
  - 帯広から国道38号で116km（約2時間30分）
- 鉄道を利用する場合
  - 富良野駅から5km（車で約10分）
  - 札幌駅から滝川駅乗り換えで富良野駅まで約2時間
  - 旭川駅から約1時間
  - 帯広駅から約2時間30分
- 飛行機を利用する場合
  - 旭川空港から45km（約1時間）
  - 新千歳空港から137km（約2時間10分）